# Kuzmîna Hreblea, Hrîstînivka
Kuzmîna Hreblea (în ucraineană Кузьмина Гребля) este o comună în raionul Hrîstînivka, regiunea Cerkasî, Ucraina, formată numai din satul de reședință.

## Demografie
Componența lingvistică a comunei Kuzmîna Hreblea
     Ucraineană (97,69%)
     Rusă (1,71%)
     Alte limbi (0,44%)
Conform recensământului din 2001, majoritatea populației comunei Kuzmîna Hreblea era vorbitoare de ucraineană (97,69%), existând în minoritate și vorbitori de rusă (1,71%).